# Acacia bifaria
Acacia bifaria é uma espécie de leguminosa do gênero Acacia, pertencente à família Fabaceae.